# Ferriera Valsider
Ferriera Valsider SpA — металургійний завод, що працює в італійській провінції Верона з 2001 року.
Виготовляє сталевий конструкційний матеріал: товстий лист і гарячекатані рулони з такої сировини, як безперервнолиті сляби. Основна кількість використовуваних слябів надходила з «Азовсталі».
Ferriera Valsider spa була дочірньою компанією АТ «Систем Кепітал Менеджмент». Нині працює як дочірнє підприємство компанії «Метінвест».